# Amtsgericht Viersen

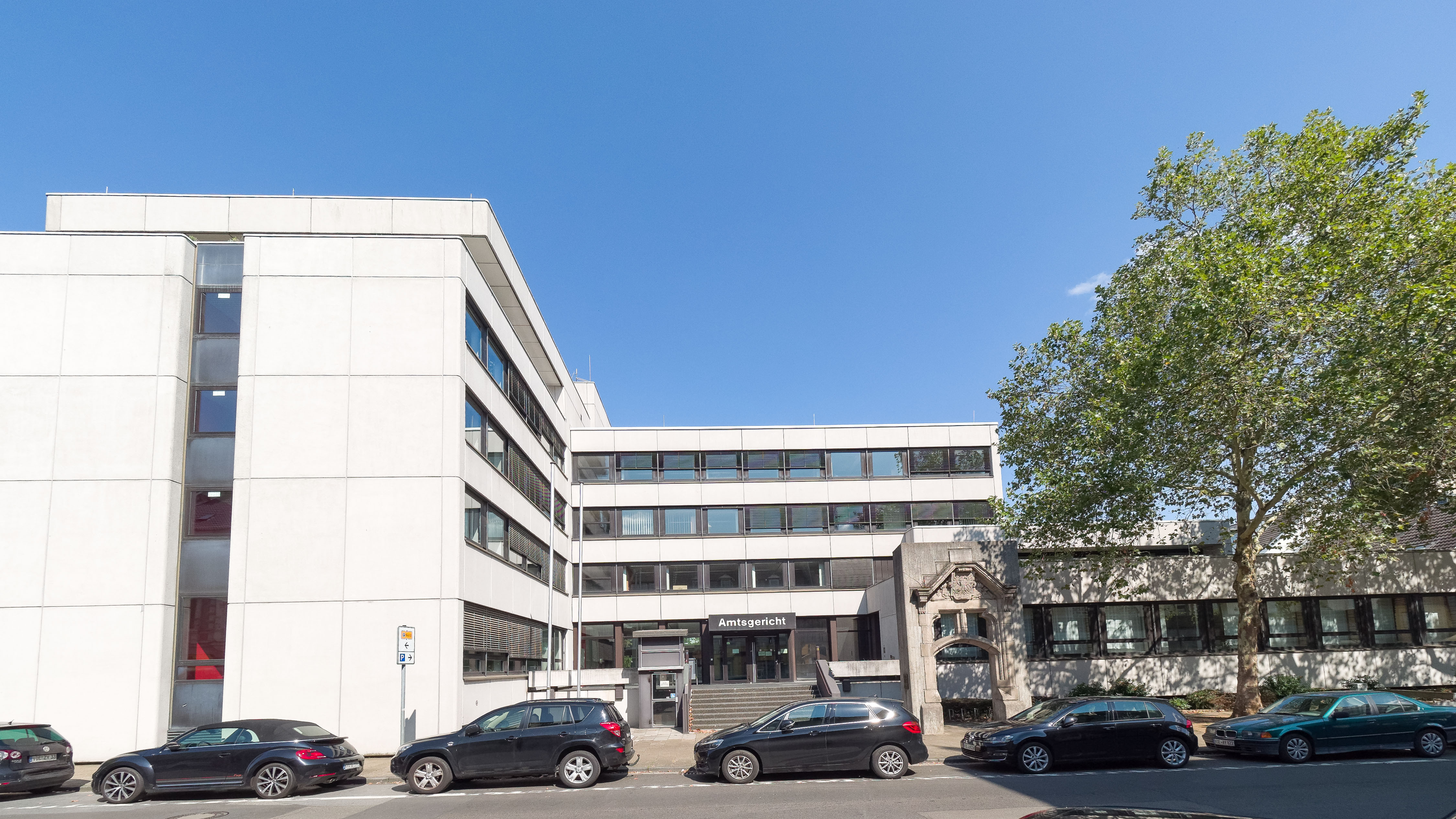
Gerichtsgebäude

Viersen ist Sitz des Amtsgerichts Viersen, welches für die Stadt Viersen sowie die Gemeinden Niederkrüchten und Schwalmtal im westlichen Kreis Viersen zuständig ist. In dem 206 km² großen Gerichtsbezirk leben rund 110.000 Menschen. Nachbaramtsgerichte sind Erkelenz, Kempen, Krefeld, Mönchengladbach und Nettetal.

## Übergeordnete Gerichte
Das dem Amtsgericht Viersen übergeordnete Landgericht ist das Landgericht Mönchengladbach, welches wiederum dem Oberlandesgericht Düsseldorf untersteht.